# Le Touquet Challenger 1979
Il Le Touquet Challenger 1979 è stato un torneo di tennis facente parte della categoria ATP Challenger Series nell'ambito dell'ATP Challenger Series 1979. Il torneo si è giocato a Le Touquet in Francia dal 21 al 27 agosto 1979 su campi in terra rossa.

## Vincitori

### Singolare
Jairo Velasco Sr. ha battuto in finale  Fernando Luna con il punteggio di 4–6, 6–3, 6–3, 6–1

### Doppio
Antonio Muñoz /  Jairo Velasco Sr. hanno battuto in finale  Éric Deblicker /  Georges Goven con il punteggio di 6–0, 3–6, 6–3